# Ypsolophus sylvella
Ypsolophus sylvella is een vlinder uit de familie van de koolmotten (Plutellidae). De wetenschappelijke naam is gepubliceerd in 1767 door Linnaeus.